# Associé (audit-conseil)
Dans les sociétés d'audit et du conseil (par exemple les Big 4 que sont Deloitte, KPMG, EY et PwC, mais aussi les cabinets de conseil en stratégie comme McKinsey, BCG et Bain), ou dans certaines entreprises du droit et de l'expertise comptable, un associé (en anglais partner) est le plus haut grade de la pyramide, c'est-à-dire les postes d'encadrement et de direction du plus haut niveau hiérarchique.
Il s'agit habituellement de professionnels très expérimentés, qui ont passé plus d'une décennie dans leur secteur d'activité. "Bâton de maréchal", ils possèdent à la fois de la rémunération la plus élevée de leurs cabinets respectifs et de hautes responsabilités et une pression importante. 
Il existe deux types de Partners : les associés-actionnaires, ceux qui ont accès au capital de leur société (étant généralement les seuls de la société à y avoir accès), et les associés-salariés n'ayant pas accès au capital de l'entreprise.

## Processus de nomination
Selon une étude sur les Big 4 en France en 2017, les associés sont le plus souvent diplômés d'une école de commerce, plus rarement d'ingénieurs, et la grande majorité ont entre 37 et 43 ans au moment de leur nomination. 
Le passage au grade de Partner est souvent vu comme un processus éprouvant.

## Activités
Le rôle de l'associé peut être vu comme celui d'un commercial, qui s'occupe moins de réussir la mission actuelle auprès de son client que de chercher des moyens de lui en vendre davantage, quitte a le faire rêver plutôt que d'aborder la qualité des prestations passées.

## Rémunération
La rémunération moyenne des associés est particulièrement élevée :
- En France elle est de plus de 160 000 € annuels pour les Big Four, de plus de 250 000 € annuels pour les MBB[10] (soit faisant partie des 1% des Français les mieux payés selon l'INSEE[11]), et de plus de 132 000 € pour les associés des cabinets d'avocats[12].
- Au Royaume-Uni en 2020, KPMG paie en moyenne ses associés 572 000 livres[13].
- Aux Etats-Unis, le salaire moyen d'un Partner atteindrait les 300 000 $[14].

Il n'est pas inhabituel pour les cabinets de conseil de lier le salaire d'un Partner à ses ventes, de manière à le motiver à vendre toujours davantage de prestations.